# Lama (robot)
Pour les articles homonymes, voir Lama.

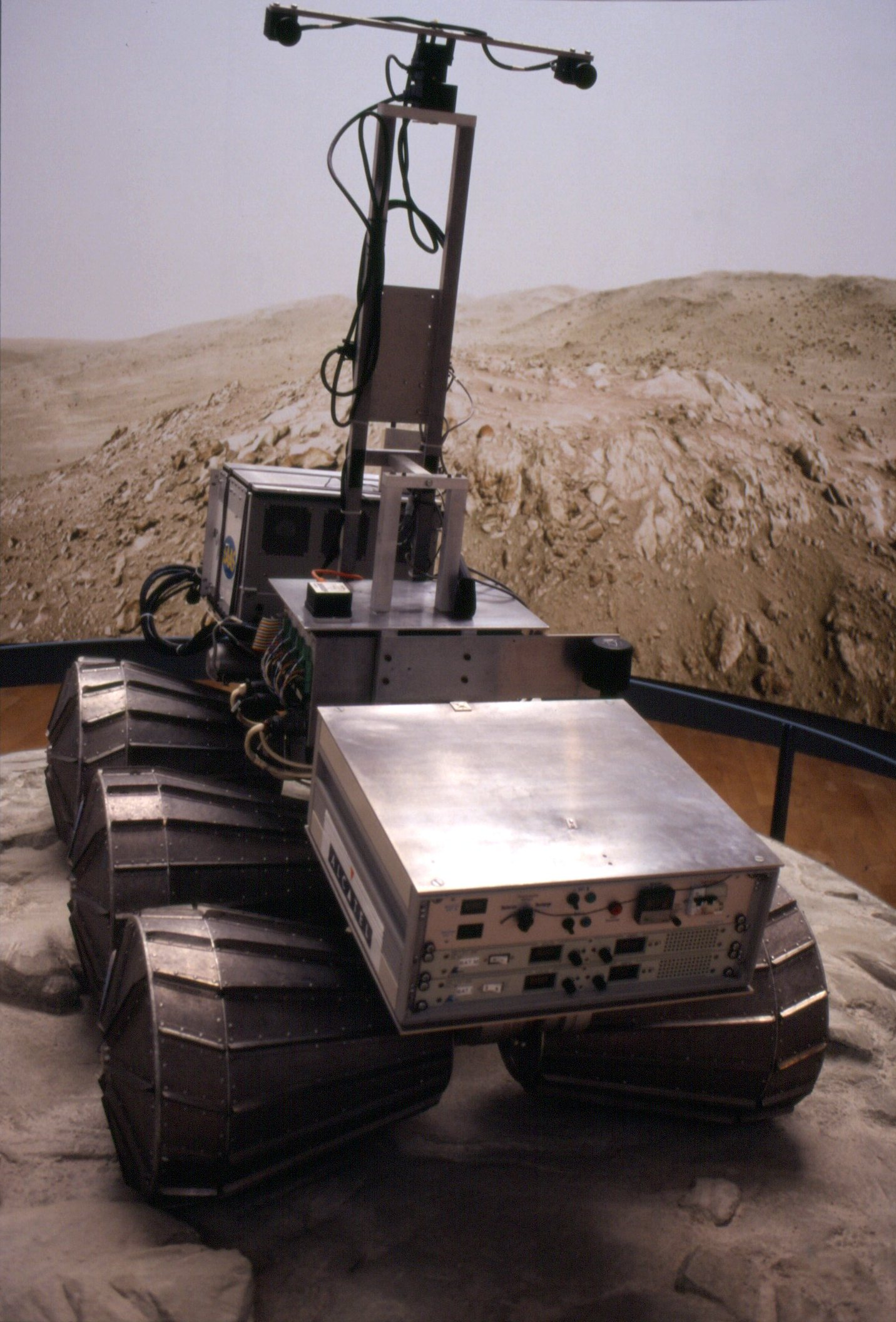
LAMA au Musée des arts et métiers

Lama est un robot conçu par le Laboratoire d'analyse et d'architecture des systèmes (LAAS) au début des années 1990, à partir d'un châssis de robot Marsokhod soviétique, pour l'étude de l'exploration de Mars. Il fut acquis par Alcatel Space Industries en 1995 et a été mis à disposition du LAAS jusqu'en 2004. Lama signifie « Lavochkin Alcatel Model Autonomous ».